# Videndesign
Videndesign er at organisere og og formidle viden på en sådan måde, at samspillet mellem brugere, medier og institutioner skaber rum for udvikling af viden og oplevelser. 
Se studieordningen for bacheloruddannelsen i videndesign og vidensmedier på Danmarks Biblioteksskole: http://www.db.dk/binaries/Studieordning%20bachelor%202008.pdf_2284.pdf (Webside+ikke+længere+tilgængelig)

## Links
Wikipedia (Engelsk). Information design. Information design